# لانگهم
لانگهم (به انگلیسی: Longham) یک روستا و محله مدنی در بریتانیا است که در Breckland District واقع شده‌است. لانگهم ۵٫۴۰ کیلومتر مربع مساحت و ۲۲۴ نفر جمعیت دارد.